# Gedangkulut
Gedangkulut is een bestuurslaag in het regentschap Gresik van de provincie Oost-Java, Indonesië. Gedangkulut telt 4559 inwoners (volkstelling 2010).